# Сандбю (крепост)
Вижте пояснителната страница за други значения на Сандбю.
Сандбю (на шведски: Sandby borg) е кръгова крепост, разположена на около 2 km от селото Сьодра Сандбю (на шведски: Södra Sandby), в източната и централна част на шведския остров Йоланд в рамките на община Мьорбюлонга, лен Калмар. Крепостта „Сандбю“ се намира на отстояние 42 метра от бреговата ивица на острова, в ниска и тревиста местност. Формата на крепостта е елипсовидна, като дългата ос е ориентирана в посока север-юг. Размерите на елипсата са 66 на 92 m, а крепосттната стена е с дебелина около 4 m и височина няколко метра. Вътрешността на крепостта „Сандбю“ е едва на 2,5 m надморска височина, в резултат на което при бури и силни ветрове, в крепостта може да проникне морска вода.
Западно от крепостта се разполага допълнително укрепление, съставено от няколко реда гранитни плочи. Крепостта има два входа, един в северната част и втори на югоизток. Във вътрешността има кладенец. Има следи от жилищна постройка в средата на крепостта, като се счита, че „Сандбю“ е обитавана през 19 век .
Сред археологическите находки са и шест златни накита, датирани от ранните години на 6 век .